# Fritz Fehling
Friedrich „Fritz“ Fehling (* 1896; † 1945 in Ostberlin) war ein deutscher Polizeibeamter. Er wurde vor allem aufgrund seiner Verstrickung in die Fritsch-Affäre vom Frühjahr 1938 bekannt, in der er als Sachbearbeiter im Geheimen Staatspolizeiamt daran beteiligt war, den damaligen Chef der Heeresleitung Werner von Fritsch durch den konstruierten Vorwurf der Homosexualität zu stürzen.

## Laufbahn
Fehling war von 1934 bis 1945 mit Unterbrechungen in leitender Position im Homosexuellendezernat des Geheimen Staatspolizeiamtes sowie des Reichssicherheitshauptamtes tätig. Andreas Pretzel kennzeichnet ihn in dieser Stellung als einen der „Hauptverantwortlichen der reichsweiten Homosexuellenverfolgung“ der NS-Zeit. In den Geschäftsverteilungsplänen des Geheimen Staatspolizeiamtes ist er zunächst als Kriminalinspektor in der von Josef Meisinger geleiteten „Reichszentrale zur Bekämpfung der Homosexualität“ nachweisbar. Laut dem Geschäftsverteilungsplan vom 1. Juli 1939 rückte er bis zu diesem Zeitpunkt sogar zum Stellvertreter von Eberhard Schiele als Leiter des Sachgebietes II S 1 (Bekämpfung der Homosexualität) der Gestapozentrale auf. Während des Zweiten Weltkriegs war Fehling innerhalb des von Kurt Stage geleiteten Referates IV C 4 („Angelegenheiten der Partei und ihrer Gliederungen, Sonderfälle“) für die Untersuchung von parteiinternen Homosexuellenfällen zuständig.

### Verwicklung in die Fritsch-Affäre
Eine für die große Politik bedeutsame Rolle spielte Fehling im Frühjahr 1938 im Zusammenhang mit der von Hermann Göring und der SS-Führung um Heinrich Himmler und Reinhard Heydrich initiierten Intrige gegen den General Werner von Fritsch, den damaligen Chef der Heeresleitung der Reichswehr: Um einen Vorwand zu bekommen, um Fritsch, der den militärischen Plänen der NS-Führung skeptisch gegenüberstand, wurde dieser Hitler gegenüber bezichtigt, sich homosexueller Verfehlungen schuldig gemacht zu haben. Inhaltlich stützte dieser Vorwurf sich auf inkriminierende Unterlagen, die die Reichszentrale zur Bekämpfung der Homosexualität in den vorausgegangenen Jahren über einen Fritsch namensähnlichen pensionierten Offizier – einen Rittmeister a. D. namens Joachim von Frisch [sic!] – gesammelt hatte. Die Frisch belastenden Handlungen wurden dabei kurzerhand Fritsch zugeschrieben. Nachdem man zusätzlich einen falschen Zeugen – einen Konzentrationslagerhäftling, dem im Gegenzug für seine Falschaussage Freilassung aus der Haft in Aussicht gestellt wurde – herangezogen hatte, der bekundete, homosexuelle Kontakte mit Fritsch auf einer Bahnhofstoilette beobachtet zu haben, gelang es Anfang Februar 1938, Fritsch vom Posten des Chefs der Heeresleitung zu verdrängen. Seine Befugnisse als faktischer Kommandeur der Armee wurden dabei von Hitler selbst übernommen. Fehling war in diese Vorgänge als Sachbearbeiter des Falls Fritsch/Frisch – die entsprechende Akte wurde in seinem Safe aufbewahrt – in der Gestapozentrale unmittelbar und führend verstrickt.
Nachdem die Generalität der Wehrmacht, bei der Fritsch sich großer Beliebtheit erfreute, die gegen diesen erhobenen ehrrührigen Vorwürfe nicht auf ihm sitzen lassen wollte, kam es im März 1938 zu einem Ehrengerichtsverfahren in der Sache Fritsch, das die Stichhaltigkeit der gegen ihn vorgebrachten Anschuldigungen nachprüfte. Im Verlauf des Verfahrens konnte nachgewiesen werden, dass der Belastungszeuge gegen Fritsch falsche Aussagen gemacht und dass das vorgelegte Beweismaterial sich nicht auf Fritsch, sondern den erwähnten Frisch bezogen hatte. Fehling musste an diesem Verfahren als Zeuge teilnehmen. Am 18. März 1938 erging daher das Urteil, dass die Hauptverhandlung „die Unschuld des Generaloberst a. D. Freiherr von Fritsch in allen Punkten ergeben“ habe. Trotz der damit vollzogenen Wiederherstellung seiner Ehre durfte Fritsch nicht in sein Amt zurückkehren, dessen Befugnisse Hitler im Sinne seiner aggressiven außenpolitischen Pläne weiterhin sich selbst vorbehielt.
Für Fehling hatte die Widerlegung des von ihm zusammengestellten Belastungsmaterials, und die damit einhergehende Belastung der SS/Gestapo-Führung ein Nachspiel: Der Geheimdienstchef der Armee Wilhelm Canaris und Hitlers Wehrmachtsadjutant Friedrich Hoßbach nahmen die Rehabilitierung Fritschs und den Nachweis der Falschheit des gegen vorgebrachten Beweismaterials nämlich zum Anlass, um in einem an Hitler gerichteten Katalog mit Konsequenzen, die dieser aus der Affäre um Fritsch ziehen sollte, im Namen der Armee eine „wesentliche Änderungen in der Führerstellenbesetzung der Geheimen Staatspolizei“ zu fordern. Als aus der Gestapoführung zu entfernende Persönlichkeiten nannten sie dabei „Himmler, Heydrich, Joost [recte: Jost] (SD), Best, Meisinger, Fehling und andere“. Die Aufgabe dieser Männer sollten stattdessen „anständigen und ehrlichen Nationalsozialisten“ übertragen werden. Himmler, Heydrich, Jost und Best blieben zwar auf ihren Posten: Gegen Fehling wurde dagegen auf Veranlassung Görings ein Disziplinarverfahren eingeleitet, dass mit einer Maßregelung wegen „fahrlässiger Aktenbearbeitung“ endete. Himmler entfernte ihn laut einem Spiegel-Artikel von 1984 zeitweilig aus der Gestapo-Zentrale, da er in den Geschäftsverteilungsplänen von 1939 und 1941 dort wieder auftaucht, kann diese Maßnahme aber nur von kurzer Dauer gewesen sein.

### Spätere Laufbahn
Burkhard Jellonnek zufolge fiel Fehling in späteren Jahren, wiewohl er auf seinem Posten verblieb, bei Himmler in Ungnade. Während des Zweiten Weltkriegs monierte der SS-Chef in diesem Sinne, Fehling sei „sehr alt und pastoral“ geworden, so dass er sich von einem „Ankläger gegen die Homosexualität zu ihrem Rechtsanwalt“ gewandelt habe.
Nach Kriegsende wurde Fehling zunächst weiter als Kriminalbeamter in Berlin-Charlottenburg beschäftigt. Als Kriminaldirektor wurde er kurzzeitig sogar Leiter der Kriminalpolizei in Charlottenburg. Bereits im Juli 1945 wurde Fehling den Forschungen Jörg Petzels (s. u.) zufolge jedoch nach Ost-Berlin gelockt und dort von deutschen Kommunisten ermordet.
Fehlings Leben war im Jahr 2012 Gegenstand eines vom Museum Charlottenburg organisierten Vortrags des Museumskurators Jörg Petzel („Zwischen Kleinkriminalität und Weltpolitik. Der Kriminal- und Gestapo-Beamte Fritz Fehling in Berlin-Charlottenburg“).

## Filme
Die Intrigen um den Sturz Blombergs und Fritschs wurden 1988 von BR und ORF in dem Fernsehzweiteiler Geheime Reichssache unter Regie von Michael Kehlmann verfilmt.